# Mega Express Four
Le Mega Express Four est un ferry rapide du groupe Corsica Ferries - Sardinia Ferries. Construit entre 1994 et 1995 par les chantiers Schichau-Seebeckwerft en Allemagne pour la compagnie grecque Superfast Ferries, il portait initialement le nom de Superfast II (en grec : Σουπερφαστ II, Souperfast II). Mis en service en juin 1995 entre la Grèce et l'Italie, il était à l'époque avec son jumeau l'un des car-ferries les plus sophistiqués au monde. Vendu en 2003 à la compagnie australienne TT-Line, il est renommé Spirit of Tasmania III et navigue entre l'Australie continentale et la Tasmanie sous les couleurs de Spirit of Tasmania de 2004 à 2006 avant que son exploitation ne soit interrompue, faute de rentabilité. Propriété de l'armateur bastiais Corsica Ferries depuis 2006, il est exploité depuis lors sur différentes lignes, principalement vers la Corse depuis la France continentale et l'Italie mais aussi vers la Sardaigne et plus récemment vers Majorque.

## Histoire

### Origines et construction
En 1993, Pericles Panagopulos, fondateur du groupe grec Attica, et son fils Alexander, créent la compagnie Superfast Ferries. Leur ambition est d'exploiter des car-ferries à la pointe de la technologie entre la Grèce et l'Italie. À cette époque, les navires en service sur ces lignes sont pour la plupart d'anciens ferries de seconde main vieillissants. De plus, le contexte géopolitique tendu dans les Balkans en raison des guerres de Yougoslavie rend impossible tout déplacement en voiture dans cette région, conduisant à une augmentation croissante du nombre de passagers sur les lignes Grèce - Italie.
La jeune compagnie commande alors aux chantiers allemands Schichau-Seebeckswerft deux premiers navires baptisés Superfast I et Superfast II. Ces unités sont conçues pour transporter un grand nombre de passagers et de véhicules. Leur garage est étudié pour pouvoir transporter une quantité élevée de fret, dont le trafic est lui aussi affecté par les conflits en Yougoslavie. Deux niveaux couvrant au total la hauteur de quatre ponts sont attribués au garage accessible par trois portes rampes. Les locaux des passagers sont également variés avec un restaurant à la carte, une cafétéria, un bar mais aussi une piscine extérieure.
Mais la caractéristique la plus importante réside dans le fait que ces navires sont prévus pour naviguer à des vitesses de plus de 27 nœuds. Ils sont en effet conçus comme un croisement entre un ferry classique et un navire à grande vitesse. Ils combinent ainsi les dimensions et le confort d'un ferry et des vitesses avoisinant celles d'un NGV, permettant par ailleurs de considérablement réduire le temps de traversée. Ces performances sont permises par la sophistication des quatre moteurs Sulzer ainsi que par la forme de leur coques. Avant même leur livraison, Superfast fait déjà leur promotion dans toute la Grèce.
Le Superfast II est lancé le 14 janvier 1995, environ cinq mois après son sister-ship. Les deux navires sont baptisés durant une double cérémonie à Bremerhaven le 25 mars. Le Superfast II est ensuite livré à Superfast le 31 mai suivant.

### Service

#### Superfast (1995-2003)
Après avoir quitté l'Allemagne puis rejoint la Grèce, le Superfast II est mis en service le 11 juin 1995 entre Patras et Ancône, à deux mois d'intervalle avec le Superfast I. Ils sont alors les navires les plus modernes de Grèce, leur vitesse permet de traverser la mer Adriatique en 20 heures au lieu de 35 jusqu'alors, ce que Superfast mettra en avant dans leurs campagnes publicitaires ayant pour slogan « deux jours de plus en vacances ». Leur succès va inciter la compagnie à commander deux autres navires aux caractéristiques similaires dès 1996, mais également les concurrents, tel que Minoan Lines, à doter leur flotte d'unités semblables.
Si le succès du Superfast II et de son jumeau ne se dément pas, ceux-ci rencontrent cependant quelques problèmes durant leurs opérations commerciales. Les infrastructures portuaires de Patras et d'Ancône sont en effet inadaptées aux méthodes sophistiquées de chargement des deux navires qui doivent systématiquement embarquer les véhicules et le fret par l'arrière, ralentissant considérablement les opérations de manutention. Alors que des rampes de chargement permettant l'embarquement simultané aux garages inférieurs et supérieurs sont présentes à l'avant et à l'arrière, celles-ci se révèlent inutile. Superfast avait fait installer ce système pensant que les ports adapteraient les infrastructures, ce qui ne se fera finalement pas.
À partir de 1998, le Superfast II et son jumeau sont déplacés sur la ligne Patras - Igoumenítsa - Bari à la suite de l'entée en flotte des nouveaux Superfast III et Superfast IV. Le Superfast II retrouvera brièvement la ligne Patras - Ancône d'octobre 1999 à janvier 2000 lorsqu'il remplacera le Superfast III, immobilisé après avoir été victime d'un incendie.
Avec la rude concurrence que se livrent Minoan Lines et Superfast, cette dernière enchaîne les commandes de navires neufs et remplace successivement ses premiers navires. Le Superfast II est ainsi vendu en juillet 2003 à la compagnie australienne TT-Line qui avait déjà fait l'acquisition, un an plus tôt, des Superfast III et Superfast IV afin de les exploiter entre Melbourne et Devonport en Tasmanie. Le Superfast II est quant à lui prévu pour assurer la toute nouvelle ligne de l'armateur australien au départ de Sydney financée par le Gouvernement de Tasmanie.

#### Spirit of Tasmania (2003-2006)

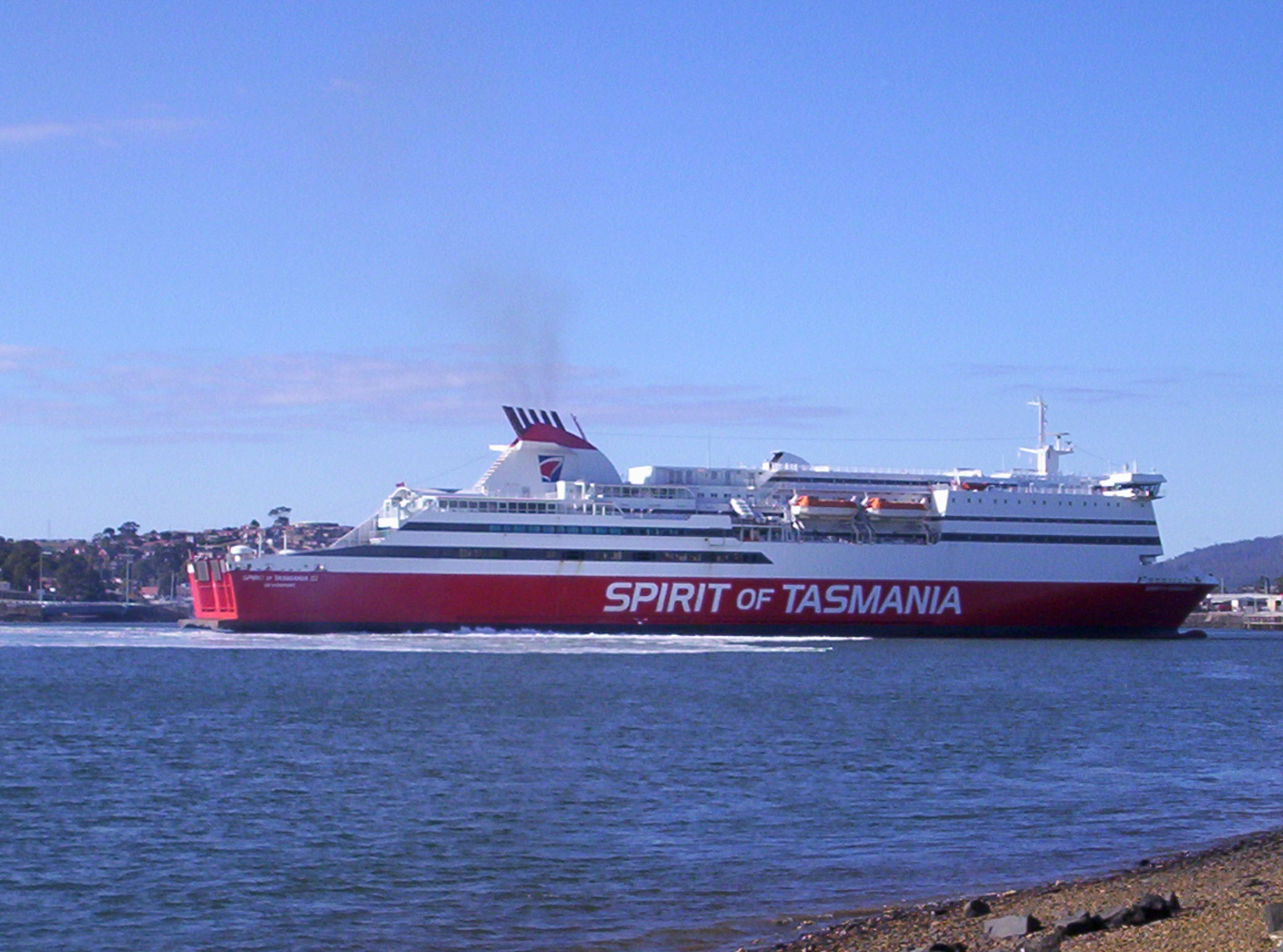
Le Spirit of Tasmania III en 2006.

Après un passage en cale sèche aux chantiers Neorion sur l'île de Syros, le navire, renommé Spirit of Tasmania III quitte la Grèce le 10 octobre 2003 pour rejoindre l'Australie. Après avoir passé le canal de Suez et traversé l'océan Indien, il arrive à Fremantle le 25 octobre et gagne le lendemain Hobart en Tasmanie où il entre de nouveau en carénage. Quelques transformations sont effectuées à bord, notamment la suppression de la piscine, l'ajout d'un bloc comprenant 32 cabines pour les membres de l'équipage sur le pont 10 ainsi que la réfection des locaux passagers. La refonte coûtera au total 8 millions de dollars.
Le 2 janvier 2004, le Spirit of Tasmania III quitte Hobart avec à son bord 500 invités pour rejoindre Devonport. Le 4 janvier, il est présenté au public à Melbourne. Il rejoint ensuite Sydney le 7 janvier.
Un voyage de présentation est effectué vers Devonport le 13 janvier en présence du Premier ministre de Tasmanie, Jim Bacon ainsi que du Premier ministre de la Nouvelle-Galles du Sud, Bob Carr. Le navire appareille à 15h, escorté par une bateau-pompe. Le départ est cependant marqué par un léger incident lorsque des manifestants écologistes opposés à l'ouverture de la ligne déploient une banderole avec le message « Wood chopping the » au-dessus de la marque « Spirit of Tasmania », ils seront rapidement arrêtés par l'équipage et remis aux autorités. Durant le voyage, le car-ferry doit faire face à une mauvaise météo mais aussi à la surchauffe d'un de ses moteurs qui doit être momentanément stoppé, occasionnant un retard de deux heures et demie sur l'horaire initial.
Le Spirit of Tasmania III commence son exploitation commerciale entre Devonport et Sydney le 15 janvier. Durant les premières semaines de son service, le navire rencontre des retards à répétition dus à des différends entre l'armateur et le pilote du port de Sydney, le problème sera cependant résolu au bout du premier mois.
Le 2 mai entre Sydney et Devonport, le navire essuie une violente tempête avec des rafales avoisinant les 90 km/h ainsi que des creux d'environ 10 mètres, provoquant la chute de nombreux objets à l'intérieur du car-ferry. Vers 3h, alors que le Spirit of Tasmania III s'apprête à passer le détroit de Banks, une vague géante frappe de plein fouet la proue du navire, endommageant la trappe d'accès du garage supérieur. Afin d'éviter une entrée d'eau massive dans le garage, la traversée se poursuit à vitesse réduite. Le car-ferry arrive finalement à Devonport avec plus de huit heures de retard et la traversée qu'il devait effectuer vers Sydney est annulée. La porte du garage supérieure, inutilisée par la compagnie, sera par la suite condamnée.
Un an après la mise en exploitation du navire, le gouvernement fait le constat que la ligne de Sydney n'est pas rentable. Celui-ci met alors en place une subvention de 115 millions de dollars afin de maintenir la desserte durant trois ans. La hausse du prix du carburant et le faible nombre de passagers pèse cependant sur TT-Line qui rencontre de plus en plus de difficultés à assurer le service. Le gouvernement de Tasmanie annonce donc le 5 mai 2006 que la ligne sera stoppée. Le Spirit of Tasmania III est alors vendu en juillet pour 111 millions de dollars (65 millions d'euros) à la société italienne Forship S.p.A, filiale du groupe Corsica Ferries - Sardinia Ferries. Le car-ferry réalise sa dernière traversée pour le compte de Spirit of Tasmania le 27 août 2006. Il est ensuite désarmé à Devonport.

#### Corsica Ferries - Sardinia Ferries (depuis 2006)
Le navire est livré à ses nouveaux propriétaires le 6 septembre 2006 au cours d'une cérémonie donnée à Melbourne durant laquelle il passe sous pavillon italien. Rebaptisé Mega Express Four, il quitte Melbourne le 9 septembre. Après avoir fait escale à Gladstone afin d'avitailler, il quitte pour de bon l'Australie le 12 septembre et met le cap sur la Méditerranée. En cours de route, il avitaillera de nouveau à Singapour et traversera une seconde fois le canal de Suez. Le navire arrive finalement à Savone le 5 octobre puis entre en carénage à Gênes le 15.
Après quelques transformations comprenant entre autres l'ajout de la livrée jaune et bleue de Corsica Ferries et le retrait des ailerons sur sa cheminée, le navire est mis en service en novembre entre Toulon et la Corse. Il est alors le quatrième navire rapide acquis par la compagnie et le troisième aligné sur la Corse. À partir du 21 décembre, il dessert également la Sardaigne.

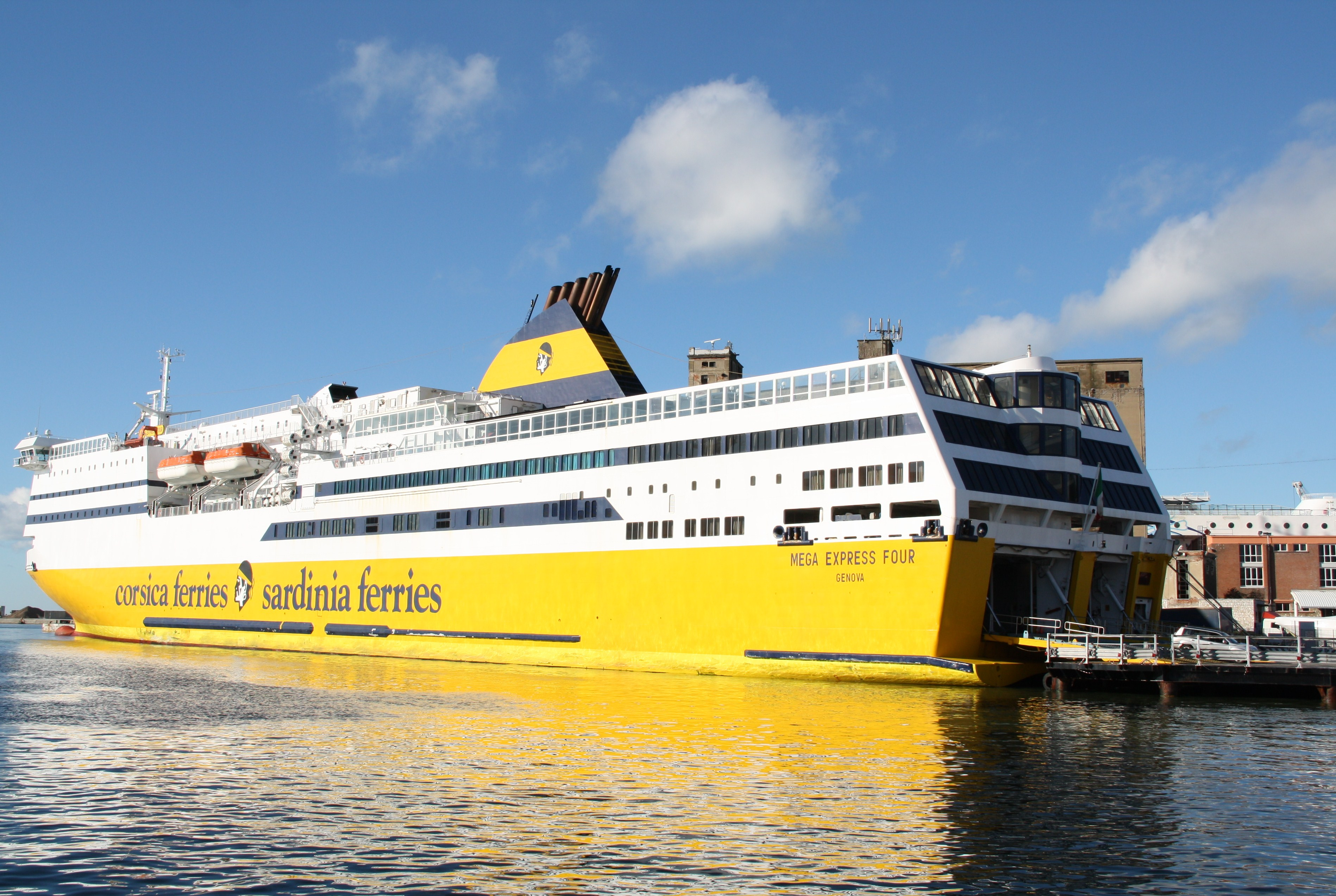
Le Mega Express Four après sa refonte de 2007.

Le 10 janvier 2007 le Mega Express Four rejoint les chantiers Megatechnica de Perama en Grèce afin de bénéficier d'importants travaux. Les superstructures à l'arrière du navire sont allongées, permettant la création d'un bar lido avec piscine, une extension du bar ainsi que l'ajout de salons fauteuils et de nouvelles cabines, le tout desservi par un escalier en colimaçon semblable à celui des Mega Express et Mega Express Two. Les espaces intérieurs sont également repensés avec l'aménagement d'une pizzeria-spaghetteria au milieu du navire. À l'issue des transformations, le Mega Express Four reprend son service le 4 mai 2007. Durant la saison estivale, le navire dessert la Corse au départ de Toulon et de Nice, permettant d'augmenter l'offre de la compagnie sur les deux axes.
Le 15 septembre 2015, le navire heurte violemment le quai à Nice alors qu'il réalise sa manœuvre d'accostage. Les 800 passagers sont cependant tous sains et saufs à l'exception d'une passagère légèrement blessée au bras. Le Mega Express Four est quant à lui endommagé sur tribord arrière au niveau du stabilisateur et doit être immobilisé pour réparations. Il reprend la mer quelques jours plus tard, amputé d'un morceau de son stabilisateur arrière qui ne sera remplacé que l'année suivante.
En février 2021, alors que l'Europe est toujours touchée par la pandémie de Covid-19, les restrictions sanitaires gouvernementales en vigueur sur les liaisons maritimes en Méditerranée ont pour principale conséquence la réduction du nombre de rotations vers la Corse et la Sardaigne et, de ce fait, l'immobilisation d'une partie de la flotte de Corsica Ferries. Afin de pallier le manque à gagner, la compagnie bastiaise s'efforce de trouver une autre utilisation à ses navires désarmés. Ainsi, le Mega Express Four est affrété à compter du 7 février par la compagnie irlandaise Irish Ferries afin de renforcer les liaisons entre l'Irlande et le Royaume-Uni à la suite de la décision de l'amateur de redéployer la majeure partie de sa flotte sur les lignes reliant la France en raison du Brexit. Après avoir quitté Savone où il était désarmé, le navire arrive en mer d'Irlande le 11 février puis commence par la suite ses rotations le lendemain. Principalement positionné entre Holyhead et Dublin, il effectue également des traversées vers Cherbourg durant les week-ends.

## Aménagements
Le Mega Express Four possède 10 ponts même s'il s'étend en réalité sur 11 étages. Bien que le pont 4 soit inexistant, celui-ci est tout de même compté, et son absence ne crée ainsi pas de décalage dans la numérotation des étages. Le pont 6, inexistant lui aussi à l'origine sera aménagé à l'arrière lors de la refonte de 2007. Les locaux des passagers couvrent la totalité des ponts 7 et 8 et sur une partie des ponts 5, 6 et 9. L'équipage loge pour sa part majoritairement sur les ponts 9 et 10. Le garage occupe la totalité du pont 3, la majeure partie du pont 5 et une partie des ponts 1 et 2.

### Locaux publics
À sa mise en service en 1995, le Superfast II possédait des installations fonctionnelles telles qu'un self-service, un restaurant, un bar et un salon fauteuils situés sur le pont 7 et une piscine située sur le pont 8.
Lors de sa carrière sous le nom de Spirit of Tasmania III, la piscine est supprimée et remplacée par une véranda, et le salon fauteuils est divisé en plusieurs salons abritant une salle de lecture, un cinéma et un espace de renseignement touristique sur la Tasmanie. Quelques modifications sont également apportées aux espaces de restauration, le restaurant est transformé en café et réaménagé à la place d'une partie du self-service.
Sous le nom de Mega Express Four, le navire bénéficiera d'importants travaux de transformation entrepris par Corsica Ferries avec notamment l'extension des ponts 6, 7 et 8 permise par l'ajout d'un bloc à l'arrière du navire abritant une nouvelle piscine et un bar lido sur le pont 8, une extension du bar et un salon fauteuils sur le pont 7, deux salons fauteuils et une vingtaine de cabines sur le pont 6 et enfin un autre salon fauteuils et la nouvelle réception sur le pont 5, le tout desservi par un escalier en colimaçon. La salle de lecture, le bureau touristique et l'ancienne réception sont remplacées par une spacieuse pizzeria-spaghetteria.
Depuis la fin des années 2010, les installations portent désormais un nom commun à tous les navires de la flotte.
Depuis lors, les installations du car-ferry sont organisés de la manière suivantes :
- Riviera Lounge, confortable bar-salon situé au pont 7 à la poupe[6] ;
- Lido Beach Bar, bar extérieur avec piscine à la poupe sur le pont 8 ;
- Dolce Vita, restaurant à la carte situé sur le pont 7 vers l'arrière du navire ;
- Yellow's, libre-service situé vers la poupe au pont 7 proposant une cuisine classique ;
- Gusto, libre-service proposant une cuisine d'inspiration italienne au milieu du pont 7 ;
- Sweet Cafe, point de vente situé à proximité du Yellow's proposant des boissons chaudes et fraîches ainsi que diverses pâtisseries ;
- Main Street, Fast-food, en lieu et place de l’ancien bar Pagoda à la poupe sur le pont 8.

En plus de ces installations, une boutique située sur le pont 7 est présente ainsi qu'une salle de jeux pour enfants et un espace d'arcade à proximité.

### Cabines
Au début de sa carrière, le Superfast II disposait d'environ 200 cabines internes et externes situées sur les ponts 7 et 8, majoritairement vers l'avant du navire. D'une capacité de deux à quatre personnes pour la plupart et de trois personnes pour d'autres, toutes sont pourvues de sanitaires complets comprenant douche, WC et lavabo. Un salon fauteuils était également présent au milieu du pont 7.
À la suite de son acquisition par Spirit of Tasmania, certaines cabines de l'équipage sont annexées aux locaux passagers à la suite de la création d'un nouveau bloc sur le pont 10 abritant de nouvelles cabines dédiées au personnel. Le salon fauteuil est, pour sa part, supprimé.
Durant les travaux de 2007 consécutifs au rachat du navire par le groupe Corsica Ferries, 29 nouvelles cabines faisant partie de l'extension des superstructures sont ajoutées au pont 6. Des cabines de l'équipage sont, là aussi, reconverties pour accueillir des passagers. Quatre nouveaux salons fauteuils sont également installés dans l'extension du navire, un au pont 5, deux au pont 6 et un au pont 7.

## Caractéristiques
Le Mega Express Four mesure 173,70 m de long pour 24 m de large, son tonnage est de 25 710 UMS. Le navire peut accueillir 1 880 passagers et possède un garage pouvant contenir 650 véhicules répartis sur quatre niveaux. Le garage est accessible par deux portes rampes situées à la poupe et une porte rampe située à la proue, une troisième de plus petite taille également située à la poupe permet aux passagers piétons de directement rejoindre la réception du navire située au pont 5. La propulsion du Mega Express Four est assurée par quatre moteurs diesels Sulzer 12ZAV40S développant une puissance de 34 550 kW entrainant deux hélices faisant filer le bâtiment à une vitesse de 27 nœuds. Le navire possède quatre embarcations de sauvetage de grande taille, une embarcation semi-rigide de secours et plusieurs radeaux de sauvetage.

## Lignes desservies
De 1995 à 1998, le Superfast II naviguait avec son jumeau entre la Grèce et l'Italie sur la ligne Patras - Ancône qu'il effectuait en un peu plus de 20 heures. En 1998, il est transféré sur la ligne Patras - Igoumenítsa - Bari. Il retournera brièvement entre Patras et Ancône afin de pallier l'arrêt technique des autres navires ou de les remplacer en cas d'avarie.
À partir de 2003, le navire a assuré les lignes de Spirit of Tasmania entre l'Australie continentale et la Tasmanie sur l'axe Sydney - Devonport. Il remplaçait périodiquement les Spirit of Tasmania I et Spirit of Tasmania II entre Melbourne et Devonport lorsque ceux-ci effectuaient leurs arrêts techniques.
Depuis 2006, le navire effectue les lignes du groupe Corsica Ferries, depuis les continents français et italiens vers la Corse et la Sardaigne de jour comme de nuit. En été, il effectue plusieurs traversées par jour depuis Toulon vers Bastia, Ajaccio et L'Île-Rousse ainsi que Porto-Vecchio depuis 2016, mais également au départ de Nice, Savone et Livourne. Le navire est parfois affecté vers Golfo Aranci et Porto Torres depuis Livourne, Toulon ou Nice. Il dessert également de manière occasionnelle la ligne à destination de Majorque entre Toulon et Alcúdia depuis 2018 et a aussi navigué vers la Sicile entre Toulon et Trapani en 2019.

## Sister-ship
- Skania mis en service en 1995 sous le nom de Superfast I, naviguant actuellement pour le compte de la compagnie polonaise Unity Line.